# Giovanni Bausan (1885)
«Джованні Бозан» (італ. Giovanni Bausan) — бронепалубний крейсер Королівських ВМС Італії кінця XIX століття.

## Історія створення
Крейсер «Джованні Бозан» був розроблений британським кораблебудівником Джорджем Ренделом (англ. George Wightwick Rendel). За основу проекту був взятий відомий чилійський крейсер «Есмеральда». Названий на честь Джованні Бозана, відомого неаполітанського морського командувача XVIII століття. 
Корабель був закладений 21 серпня 1882 року на верфі Armstrong Whitworth. Спущений на воду 15 грудня 1883 року, вступив у стрій 9 травня 1885 року.

## Конструкція
Крейсер «Джованні Бозан» класифікувався в італійському флоті як «таранно-торпедний корабель» (італ. Ariete-torpediniere). Броньована 37-мм палуба простягалась на всю довжину корабля, під нею розміщувалось 10 водонепроникних відсіків. На кораблі були встановлені дві щогли з косими вітрилами, які зрештою виявились непотрібними. 
Силова установка складалась з 4 котлів та 2 парових машин подвійного розширення. Запас вугілля становив 570 т.
Озброєння складалось з шести 254-мм гармат, шести 152-мм гармат, чотирьох 57-мм гармат, дев'яти  37-мм гармат та 2 кулеметів. У 1899 році старі 152-мм гармати були замінені на нові такого ж калібру, з довжиною ствола 40 калібрів. У 1905 році були встановлені нові 254-мм гармати L/40 та одна 75-мм гармата. Одна 37-мм гармата була демонтована.

## Історія служби
Після прибуття з Англії крейсер увійшов до складу «Squada Permamente». Він брав участь у італійському завоюванні Еритреї (1887-1888) як флагманський корабель італійського флоту у Червоному морі. Після завершення бойових дій корабель залучався до різних місій, зокрема відвідав США, де у 1892 році пройшов ремонт.
Під час Веенсуельської кризи 1902-1903 років «Джованні Бозан» разом із крейсерами «Карло Альберто» та «Ельба» перебував біля берегів Венесуели, у складі інтернаціональних сил Британії, Німеччини та Італії.
У 1903 році «Джованні Бозан» разом з крейсерами «Етна» та «Догалі» представляв Італію на морському параді в Нью-Йорку з нагоди відкриття Колумбівської виставки.
У 1905 році корабель був виведений в резерв та використовувався для підготовки механіків та кочегарів. У 1912 році, з початком італійсько-турецької війни крейсер повернувся на активну службу та використовувався як флагманський корабель біля берегів Киренаїки. Він неодноразово обстрілював вороже узбережжя.
Після закінчення війни у 1913 році «Джованні Бозан» використовувався для дистиляції води на італійській військово-морській базі у Тобруці. З початком Першої світової війни 
«Джованні Бозан» використовувався як штабний корабель командувача цієї бази. У 1915 році з нього були демонтовані обидві 254-мм та дві 152-мм гармати. Згодом крейсер був повністю роззброєний. У 1916 році він використовувався як плавуча база підводних човнів у Бриндізі.
У 1920 році корабель був зданий на злам.